# Charlotte Esser
Charlotte Esser (nacida en Colonia) es bióloga, inmunóloga y profesora en el Instituto Leibniz de Investigación en Medicina Ambiental de la Universidad de Düsseldorf. Investiga el receptor de aril hidrocarburo (AhR) en inmunotoxicología, y el papel fisiológico de este factor de transcripción. Estudia los efectos de las sustancias químicas ambientales o los suplementos dietéticos sobre las funciones inmunes de los intestinos y la piel.

## Carrera
De 1977 a 1985 estudió biología, especializándose en zoología, genética y bioquímica en las universidades de Colonia, Tubinga y en la Universidad Duke. Se doctoró en inmunología en el Instituto de Genética de la Universidad de Colonia en 1990 con Andreas Radbruch con una tesis sobre el control molecular del cambio de clase de inmunoglobulina. Después de un postdoctorado de tres años en el Instituto Médico de Higiene Ambiental de la Universidad de Düsseldorf, completó semestres de investigación en el Instituto de Inmunología de Basilea en 1993 y en el INRA de Toulouse en 1995. Regresó a su instituto de Düsseldorf hasta 2001.
En 1998 completó su habilitación en la Universidad de Düsseldorf con una tesis sobre los efectos de ciertos patógenos externos en las células inmunes. Después de un año sabático en el laboratorio del patólogo Abul K. Abbas en Harvard y en la Universidad de California en San Francisco, dirigió el grupo del Instituto Leibniz de Investigación en Medicina Ambiental en 2001. Desde 2004 es profesora en la Facultad de Matemáticas y Ciencias Naturales de Düsseldorf. 
Dirigió la escuela de posgrado “Ingredientes alimentarios como transmisores de señales en el intestino”. La Sociedad Alemana de Toxicología le concedió el Premio GT de Toxicología en 2009.
Es portavoz del grupo de trabajo de inmunotoxicología de la Sociedad Alemana de Farmacología y Toxicología Experimental y Clínica . Está comprometida con la igualdad : es también portavoz de la Comisión para la Igualdad y la Promoción Profesional de la Sociedad Alemana de Inmunología. 
Charlotte Esser es hija del artista Georg Esser.

## Publicaciones (selección)
- Transkription rekombinogener Sequenzen des IgH-Locus der Maus. (Tesis doctoral). Köln 1990.
- Auswirkungen Arylhydrocarbon-Rezeptor bindender exogener Noxen auf die Entwicklung und Funktionalität von Thymozyten und T-Zellen. (Tesis de habilitación). Düsseldorf 1996.
- The immune phenotype of AhR null mouse mutants: Not a simple mirror of xenobiotic receptor over-activation. In: Biochemical Pharmacology. Band 77, Nr. 4, Februar 2009, ISSN 0006-2952, S. 597–607, doi:10.1016/j.bcp.2008.10.002.
- con Bettina Jux, Stephanie Kadow: Langerhans Cell Maturation and Contact Hypersensitivity Are Impaired in Aryl Hydrocarbon Receptor-Null Mice. In: The Journal of Immunology. Band 182, Nr. 11, 19. Mai 2009, ISSN 0022-1767, S. 6709–6717, doi:10.4049/jimmunol.0713344.
- con Susanne Stutte, Bettina Jux, Irmgard Förster: CD24a Expression Levels Discriminate Langerhans Cells from Dermal Dendritic Cells in Murine Skin and Lymph Nodes. In: Journal of Investigative Dermatology. Band 128, Nr. 6, Juni 2008, ISSN 0022-202X, S. 1470–1475, doi:10.1038/sj.jid.5701228.
- con Annette Esser: Georg Esser - Leben und Werk. Selbstverlag, Köln und Bad Kreuznach 2018, ISBN 978-3-00-058818-1.